# Alcove, Quebec

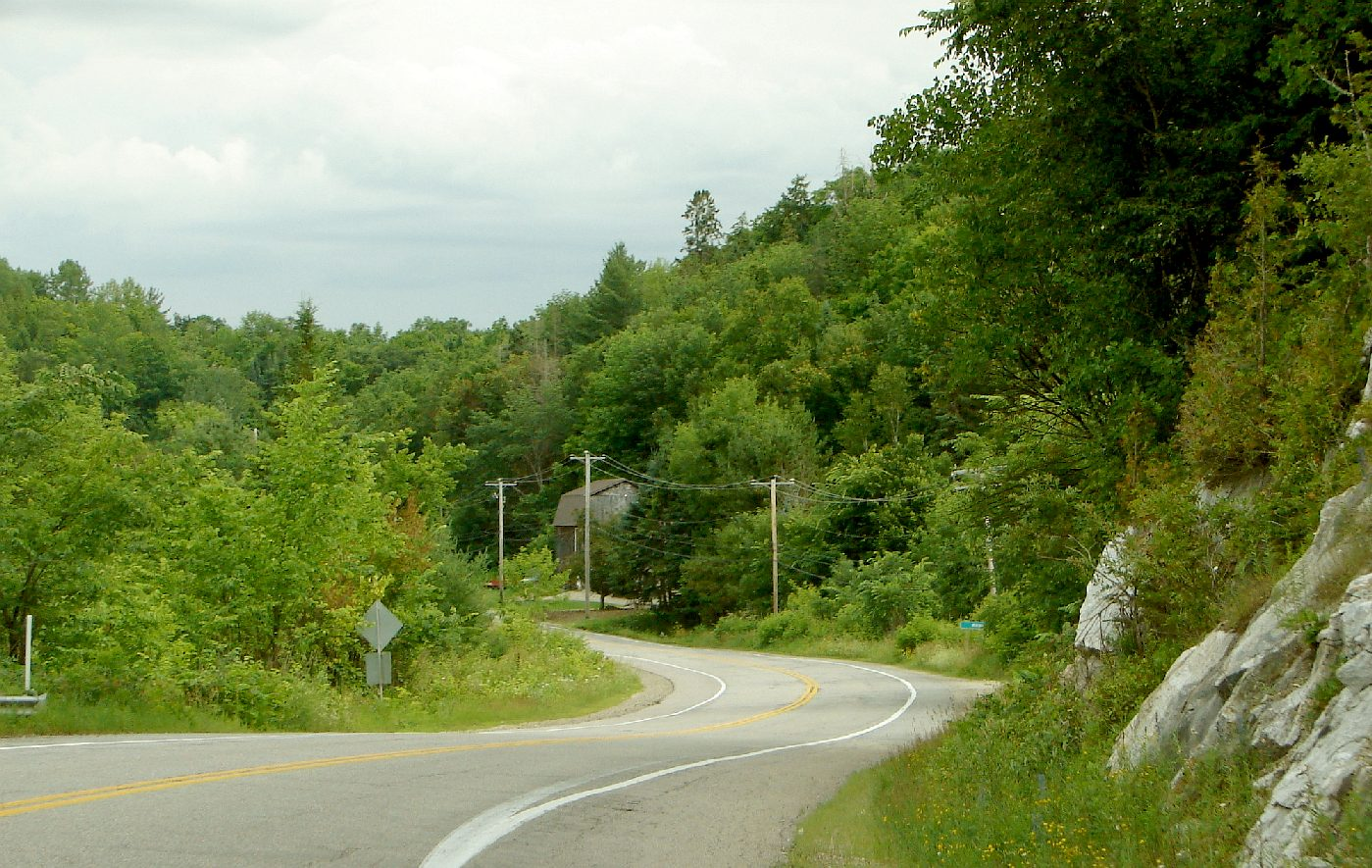
Carretera 105 en Alcove

Alcove es una pequeña comunidad de Quebec, Canadá, parte del Municipio de La Pêche. Está localizada a lo largo de Carretera 105 y del Río Gatineau  aproximadamente a 35 minutos al norte de Ottawa, inmediatamente al norte de Wakefield y al sur de Farrellton.
Las características principales de Alcove son una estación de servicio, una iglesia, su cementerio y algunos viejos edificios . Hay acceso por carretera al Río Gatineau para botar embarcaciones al río. Alcove es también el sitio de lanzamiento de la famosa balsa Wakefield del Día de Canadá, construida cada año por la juventud local y flotó el río Gatineau abajo hasta Wakefield.
La última atracción restante en Alcove es el cementerio aislado en el centro del pueblo. Fue fundado por la familia Pritchard, la fundadora del pueblo. Es de propiedad privada y no ha sido usado por más de medio siglo.